# Jean Thiebaut
Jean Chrysostome Thiebaut, ou Thèbaut (Marselha - Montevidéu, 22 de março de 1851), foi o organizador da Legião Francesa de Montevidéu, fundada por Auguste Dagrumet durante o cerco de Montevidéu na Guerra Grande (1839-1851).